# Spettrometria di massa a scarica a bagliore
La spettrometria di massa a scarica a bagliore (o spettrometria di massa a scarica a luminescenza), indicata con GD-MS o GD/MS dall'inglese glow discharge mass spectrometry, è una tecnica di spettrometria di massa che utilizza come metodo di ionizzazione la scarica a bagliore.

## Funzionamento
È una tecnica di superficie che dà indicazioni sulla composizione elementare globale della superficie del campione e non su punti di essa, come la SIMS e la LA-ICP-MS. Non si può fare una mappatura del campione. Si può utilizzare per analisi quantitative.
La sorgente funziona a basse pressioni (0,1 - 10 Torr), nella sorgente due elettrodi sono immersi in un gas (tipicamente argon) parzialmente ionizzato.
Il campione viene posto sull'anodo o sul catodo e portato in fase gas da fenomeni di sputtering e termici.
Gli atomi che vengono espulsi dal campione grazie alla differenza di potenziale tra i due elettrodi (campione -catodo- e portacampione -anodo-) vengono ionizzati dal plasma di argon. L'atomizzazione e la ionizzazione avvengono in due momenti diversi.
I campioni possono essere analizzati solidi o in polvere. Se i campioni sono conduttori si analizzano così come sono altrimenti: in caso di polvere si droga con metalli (molto puri) quali Ag e Ta, in caso di campioni solidi si ricoprono con un metallo ad alta purezza interamente o, spesso, parzialmente (catodo secondario).
Si può utilizzare corrente continua, corrente alternata o tecniche pulsate. Il campione può essere immerso in radiofrequenze per aumentarne la conducibilità.
Gli ioni prodotti vengono poi inviati al rivelatore (spettrometro di massa).

### Ionizzazione
Nella spettrometria di massa a scarica a bagliore avvengono tre meccanismi di ionizzazione: l'impatto elettronico diretto, la ionizzazione di Penning e la ionizzazione per scambio di carica asimmetrico.

## GD-RIMS
La tecnica può essere anche abbinata a una sorgente a ionizzazione a risonanza, questo aumenta l'efficienza di ionizzazione della scarica a bagliore e rende la tecnica più selettiva, diminuendo le interferenze di specie presenti nel plasma.